# Areeiro (Lisbona)
Areeiro è una freguesia del Portogallo e un quartiere della città di Lisbona. Conta 21 160 abitanti (2021) e ricopre un'area di 1,74 km². La freguesia è nata in seguito all'accorpamento delle freguesias di São João de Deus e Alto do Pina, determinato dalla riforma amministrativa del 2012.

## Monumenti e luoghi d'interesse
- Campus di Alameda dell'Instituto Superior Técnico
- Bairro Social do Arco do Cego / Bairro do Arco do Cego, uno dei primi esempi di edilizia popolare in Portogallo, costruito tra il periodo della Prima Repubblica portoghese e quello dell'Estado Novo
- Fonte Luminosa, in Alameda D. Afonso Henriques. Progettata nel 1938 da Carlos e Guilherme Rebelo de Andrade, con sculture di Diogo de Macedo e Maximiano Alves. Inaugurata nel 1943